# Liste der Stolpersteine in Hamburg-Tonndorf
Die Liste der Stolpersteine in Hamburg-Tonndorf enthält alle Stolpersteine, die im Rahmen des gleichnamigen Kunst-Projekts von Gunter Demnig in Hamburg-Tonndorf verlegt wurden. Mit ihnen soll Opfern des Nationalsozialismus gedacht werden, die in Hamburg-Tonndorf lebten und wirkten.
Diese Seite ist Teil der Liste der Stolpersteine in Hamburg, da diese mit insgesamt 7141 (Stand: April 2025) Steinen zu groß würde und deshalb je Stadtteil, in dem Steine verlegt wurden, eine eigene Seite angelegt wurde.
| Adresse                       | Person(en)       | Inschrift | Bilder | Anmerkung |
| ----------------------------- | ---------------- | --- | ------ | --- |
| Ahrensburger Straße 162 ·     | Raja Ilinauk     | Hier arbeitete Raja Ilinauk russische Zwangsarbeiterin hingerichtet 29.8.1944 Außenlager Wandsbek ‚Sabotage‘                                     |        | Eintrag auf stolpersteine-hamburg.de · Raja Ilinauk arbeitete als Zwangsarbeiterin im ehemaligen KZ Außenlagers Wandsbek (Drägerwerke). Als sie eine Gussform fallen ließ, wurde sie wegen Sabotage am 29.8.1944 in Anwesenheit aller Häftlinge erhängt. · Nach ihr wurde 2016 in Jenfeld eine Straße benannt. · Der Stein wurde am 29. August 2017 vor der Tafel zur Gedenkstätte verlegt. |
| Barenkrug 16 ·                | Gyula Trebitsch  | Schule benannt nach Gyula Trebitsch Jg. 1914 Budapest Zwangsarbeit 1942 Russland/1944 Serbien KZ Sachsenhausen/Barth 1945 KZ Wöbbelin befreit    |        | Eintrag auf stolpersteine-hamburg.de Der Stein liegt auf dem Hof der Gyula-Trebitsch-Schule am Zugang Sonnenweg. |
| Barenkrug 16 ·                | Otto Trebitsch   | Otto Trebitsch Jg. 1916 Budapest 1942 Zwangsarbeit 1944 Lager Felixdorf Österreich ermordet Feb. 1945                                            |        | Eintrag auf stolpersteine-hamburg.de Der Stein liegt auf dem Hof der Gyula-Trebitsch-Schule am Zugang Sonnenweg. |
| Barenkrug 16 ·                | Zoltan Trebitsch | Zoltan Trebitsch Jg. 1918 Budapest auf dem Todesmarsch von Bor/Serbien bei Crvenka 1944 erschossen                                               |        | Eintrag auf stolpersteine-hamburg.de Der Stein liegt auf dem Hof der Gyula-Trebitsch-Schule am Zugang Sonnenweg. |
| Stein-Hardenberg-Straße 190 · | Erika Frenzel    | Hier wohnte Erika Frenzel Jg. 1925 eingewiesen 1943 Alsterdorfer Anstalten ‚verlegt‘ 16.8.1943 ‚Heilanstalt‘ Am Steinhof/Wien ermordet 4.12.1944 |        | Eintrag auf stolpersteine-hamburg.de |
| Walddörferstraße 357 ·        | Kurt Oldenburg   | Hier wohnte Kurt Oldenburg Jg. 1922 Dienst an der Waffe verweigert Todesurteil 1942 Strafbataillon tot 1945                                      |        | Eintrag auf stolpersteine-hamburg.de Erster Stolperstein für einen Wehrmachts-Deserteur. Oldenburg desertierte zusammen mit Ludwig Baumann 1942. Der Stein liegt auf dem Gehweg Walddörferstraße vor der Zuwegung zu den Häusern. |